# Grzegorz Szamotulski
Grzegorz Szamotulski (Gdańsk, Polonia, 13 de mayo de 1976) es un exfutbolista y entrenador polaco, que se desempeñaba como portero y su último equipo fue el Olimpia Elbląg. Actualmente trabaja como entrenador de porteros en el Zagłębie Lubin.

## Biografía
Grzegorz Szamotulski comenzó su carrera en Lechia Gdańsk, antes de trasladarse al Legia de Varsovia, donde disputó más de 100 partidos antes de trasladarse a Grecia, firmando por el PAOK Salónica FC en la temporada 2000/01, antes de regresar a Polonia firmando por el Śląsk Wrocław y el Amica Wronki, antes de emigrar de vuelta al extranjero.
Tras pasar cuatro años en Austria, en el Admira Wacker y el Sturm Graz. Posteriormente, en julio de 2007, Szamotulski firmó por seis meses en el Dundee United, para cubrir la ausencia de su compatriota Łukasz Załuska. Debutó en un amistoso contra el FC Barcelona el 26 de julio de 2007.
Volvería a firmar por seis meses con el Preston North End el 6 de febrero de 2008, pero una lesión en la rodilla le impediría disputar ningún encuentro con el club inglés, abandonando Deepdale dos meses más tarde, uniéndose a las filas del club israelí Football Club Ashdod. Regresaría a Gran Bretaña en 2009 para jugar en el Hibernian escocés, para posteriormente marchar a Polonia en busca de minutos. Pasaría una temporada en Eslovaquia, en el FC DAC 1904 Dunajská Streda, para retornar a su país como tercer portero del Korona Kielce, siendo trasladado al Warta Poznań y al Olimpia Elbląg hasta su jubilación en 2012.

## Palmarés
Legia Varsovia
- Copa de Polonia (1): 1996/97
- Supercopa de Polonia (1): 1997

## Clubes

### Jugador
| Club                  | País       | Año         |
| --------------------- | ---------- | ----------- |
| Legia de Varsovia     | Polonia    | 1995-2000   |
| PAOK                  | Grecia     | 2000-2001   |
| Śląsk Wrocław         | Polonia    | 2001        |
| Amica Wronki          | Polonia    | 2001-2004   |
| Admira Wacker         | Austria    | 2004-2005   |
| Sturm Graz            | Austria    | 2005-2007   |
| Dundee United         | Escocia    | 2007-2008   |
| Preston North End     | Inglaterra | 2008        |
| Football Club Ashdod  | Israel     | 2008        |
| Hibernian F.C.        | Escocia    | 2009        |
| Jagiellonia Białystok | Polonia    | 2009        |
| Dunajská Streda       | Eslovaquia | 2010 - 2011 |
| Korona Kielce         | Polonia    | 2011        |
| Warta Poznań          | Polonia    | 2011        |
| Olimpia Elbląg        | Polonia    | 2012        |

### Entrenador
| Club                         | País    | Año       |
| ---------------------------- | ------- | --------- |
| Korona Kielce (1)            | Polonia | 2011      |
| Pogoń Grodzisk (1)           | Polonia | 2012-2013 |
| Legia Warszawa (juvenil) (1) | Polonia | 2013-2014 |
| Legia Warszawa II (1)        | Polonia | 2014-2016 |
| Legia Warszawa (1)           | Polonia | 2016-2017 |
| Legia Warszawa (juvenil) (1) | Polonia | 2017      |
| Znicz Pruszków (1)           | Polonia | 2017-2018 |
| Miedź Legnica (juvenil) (1)  | Polonia | 2018-2019 |
| Zagłębie Lubin (1)           | Polonia | 2019-Act. |